# Сабоя
Сабо́я (порт. Sabóia) — фрегезия (район) в муниципалитете Одемира округа Бежа в Португалии. Территория — 155,8 км². Население — 1344 жителей. Плотность населения — 8,6 чел/км².